# Famille Mincé du Fontbaré de Fumal
La famille Mincé du Fontbaré de Fumal est une famille de la noblesse belge, elle a reçu une reconnaissance de noblesse en 1723 par Charles VI du Saint-Empire.

## Histoire
La filiation suivie et prouvée de cette famille débute au XVIIe siècle.
Les armes des Mincey ou Mincé sont décrites en 1650 par Samuel Guichenon dans son Histoire de Bresse et de Bugey: "d'argent à un lion de sable, armé et lampassé de gueules",
En 1723, la famille obtient une reconnaissance de noblesse par l'empereur Charles VI du Saint-Empire en la personne de Jacques Mincé du Fontbaré. Il s’était allié le 23 novembre 1539 à Madeleine de Bourgogne dite de Lambermont, fille de Louis de Bourgogne dit de Lambermont, échevin de la Principauté de Sedan et de Madeleine de Cloux.
Lambermont était un nom porté par certains descendants de la Maison des ducs de Bourgogne mais il n'est cependant pas établi que les Bourgogne dit de Lambermont qui ont porté soit un nom soit l'autre en vertu d'un brevet de 1657 soient des descendants ou même des bâtards de la maison de Bourgogne.
L'arrière-petit-fils de Jacques portait le même prénom; il épousa Marie-Madeleine de Mérode, fille de Séverin de Merode. Depuis 1715, ce dernier était propriétaire du château de Fumal, qu'il laissa à sa fille. Ses descendants, qui y vivent à ce jour, ont effectué de nombreuses transformations et rénovations. Ils ont également grandement contribué à la restauration de l'église paroissiale de Fumal où ils ont un caveau familial.[réf. nécessaire]
Sur l'origine du patronyme "Fontbaré" peu de documents font foi. Un toponyme dans la région de Sedan à Brieulles près d'Autruche porte le nom "Le Fond Barre". Il s'agit d'un domaine aujourd'hui agricole sur une route sans issue, barrée par le cours de la Bièvre. Il se trouve à la limite de la commune de Brieulles-sur-Bar au nord de la D19 en direction de Saint Pierremont.  Si de nos jours il s'orthographie sans tiret et sans accent, il y eut au XVIIIe siècle une famille qui porta le nom "du Fond-barré" avec tiret et accent. Un dénommé Delbeck qui épousa en 1731 Catherine Bertholet, fille de J.-B. Marchand au Fond Barré, à Brieulles-sur-Bar, prit le titre de "seigneur du Fond-Barré". Il était fils de Jacques François Delbeck, ancien lieutenant de cavalerie, habitant Authe (Ancien nom de la commune d'Autruche). Cette famille est à l'origine des Champagnes Delbeck. Félix-Désiré Delbeck du Fond Barré (1799-1878) donne une piste pour l'établissement de l'origine du patronyme de la famille Mincé du Fontbaré de Fumal: ce fief a-t-il été possédé puis vendu par la famille à J.B. Marchand?[réf. souhaitée]
L'orthographe "Mincé du Fond-Barré" se retrouve dans les lettres patentes de 1723 et est mentionnée dans le Dictionnaire des familles nobles du Royaume de Belgique La même orthographe " du Fond-Barré" pour les Mincé et les Delbeck est interpellante. Delbeck s'est-il donné une apparence de seigneur en reprenant le titre qu'avaient porté ses nobles prédécesseurs? Elle donne du crédit à la thèse selon laquelle l'origine patronymique des Delbeck pourrait s'être inspirée de celle des Mincé qui avaient quitté la France.
La particule "du" Fond-Barré est vraisemblablement une rémanence de l'article du toponyme "le" Fond Barré, ayant évolué en "du" Fontbaré et non "de" Fontbaré comme c'est le cas pour les toponymes sans article (de Mérode, de Hemptinne etc.).[réf. nécessaire]
Si ce n'est en raison de l'acquisition de ce fief, l'addition par la famille d'un second patronyme "du Fond-Barré" à celui de "Mincé" n'a aucun fondement connu; il est possible que la branche des Mincé établie à Sedan ait profité de l'acquisition de ce fief pour prendre ses distances patronymiques par rapport à la branche des cousins du Maconnais. La haute alliance avec Madeleine de Bourgogne dite de Lambermont peut avoir motivé cet ajout. Les raisons de la nouvelle orthographe "Fontbaré" qui ne correspond pas avec celle des lettres patentes de 1723 est inconnue. Était-ce pour se différencier des Delbeck du Fond-Barré ?[réf. nécessaire]
Le nom Mincé n'est plus usité. On peut y voir un signe des distances que la famille a voulu prendre de longue date par rapport à la branche française, aujourd'hui éteinte.[réf. nécessaire]
Au long des XIXe siècle et XXe siècle (jusqu'aux fusions de communes), les barons Mincé du Fontbaré de Fumal ont été bourgmestres de Fumal.[réf. nécessaire]

## Lettres patentes
- Prague, 10 août 1723, Charles VI, Empereur du Saint-Empire:
Reconnaissance de noblesse pour Jacques Mincé du Fontbaré.
- La Haye, 20 février 1816, Guillaume Ier, Roi des Pas-Bas:
Nomination de Antoine-Joseph de Mincé du Fontbaré, petit-fils du précédent, avec le titre de «Baron» dans l’Ordre équestre de Namur et de Liège.
La première liste officielle des nobles stipule que le titre est transférable par primogéniture masculine. Son admission à la pairie fut confirmée par un acte de preuve.

## Héraldique
- 1816 : D’argent au lion de sable, armé et lampassé de gueules. L’écu surmonté de la couronne de Baron.

## Filiation
- Jacques Mincé du Fontbaré (1653-1745) épouse Marie-Madeleine de Merode (1670-1750).
  - Antoine-Florentin Mincé du Fontbaré, seigneur de Fumal, était membre du Second État de la Province de Namur et était marié à Marie-Hélène d'Aix.
    - Antoine-Joseph, 1er Baron Mincé du Fontbaré (1754-1847), seigneur de Fumal, bourgmestre de Fumal, épousa Albertine de Legillon (1760-1819).
      - Désiré, 2e Baron Mincé du Fontbaré (1796-1864), bourgmestre de Fumal, épouse Eugénie della Faille (1797-1864).
        - Gustave, 3e Baron Mincé du Fontbaré (1829-1900), bourgmestre de Fumal, épousa Virginie de Potesta (1830-1907).
          - Eugène-Charles, 4e Baron Mincé du Fontbaré de Fumal (1856-1927), sénateur, bourgmestre de Fumal, épousa Éléonore de Cesve (1863-1933).
            - Gustave, 5e Baron Mincé du Fontbaré de Fumal (1887-1966), bourgmestre de Fumal, épouse Pauline de Hemptinne (1891-1978).
              - Charles-Albert, 6e Baron Mincé du Fontbaré de Fumal (1915-2017), épouse Clarisse van der Straten Waillet (1925-2007)
                - Gustave-Werner, 7e Baron Mincé du Fontbaré de Fumal (1947) chef de famille
                  - Christophe Mincé du Fontbaré de Fumal (1974) successeur chef de famille

### Alliances nobles
- de Potesta, Zerezo de Tejada (de), d'Otreppe de Bouvette, de Menten de Horne, de Proli, della Faille, de Hemptinne, de Kerchove d’Exaerde, de Theux de Meylandt et Montjardin, de Castellane, Janssens de Varebeke, de Merode, Bégasse de Dhaem, de la Kethulle de Ryhove, de Giey, van der Straten-Waillet, de Dorlodot, de Néeff